# Bitwa pod Nowymi Święcianami
Bitwa pod Nowymi Święcianami – walki polskiego Białostockiego pułku strzelców i Słuckiego pułku strzelców z 60 pułkiem kawalerii z 3 Korpusu Gaja Gaja w okresie lipcowej ofensywy Frontu Zachodniego Michaiła Tuchaczewskiego w czasie wojny polsko-bolszewickiej.

## Geneza
W pierwszej dekadzie lipca przełamany został front polski nad Autą, a wojska Frontu Północno-Wschodniego gen. Stanisława Szeptyckiego cofały się pod naporem ofensywy Michaiła Tuchaczewskiego. Naczelne Dowództwo nakazało powstrzymanie wojsk sowieckiego Frontu Zachodniego na linii dawnych okopów niemieckich z okresu I wojny światowej. Ściągnięta z polsko-litewskiej linii demarkacyjnej 2 Dywizja Litewsko-Białoruska gen. Aleksandra Boruszczaka  obsadzała rubież obrony Skajtaszyle – Korkożyszki – Dubinka. Oddziały IV Brygady Litewsko-Białoruskiej oraz 8 Dywizja Piechoty obsadziły linię Dzisny. 

## Walczące wojska
| Jednostka                      | Dowódca                    | Podporządkowanie     |
| Wojsko Polskie                 |                            |                      |
| 2 Dywizja Litewsko-Białoruska  | gen. Aleksander Boruszczak | Front Północny       |
| IV Brygada Litewsko-Bialoruska | ppłk Stefan Pasławski      |                      |
| ⇒ Białostocki pułk strzelców   |                            | 2 D L-B              |
| → I/ Białostockiego ps         | kpt. Lewicki               |                      |
| ⇒ Słucki pułk strzelców        |                            |                      |
| → I/ Słuckiego ps              |                            | 2 D L-B              |
| pociąg pancerny „Mściciel”     |                            |                      |
| Armia Czerwona                 |                            |                      |
| 10 Dywizja Kawalerii           |                            | 3 Korpus Kawalerii   |
| ⇒ 60 pułk kawalerii            |                            | 10 Dywizja Kawalerii |

## Walki pod Nowymi Święcianami
Zaskoczone szybkością działania sowieckiego 3 Korpusu Kawalerii Gaja Gaja dowództwo polskie wysyłało  na trasę jego przypuszczalnego marszu oddziały nie w pełni zorganizowanej i wyszkolonej 2 Dywizji Litewsko-Białoruskiej. 8 lipca 1920 do walki mogły wejść jedynie dwa bataliony Słuckiego pułku strzelców, batalion Białostockiego pułku strzelców i jedna bateria artylerii. W tym samym czasie sowiecka 15 Dywizja Kawalerii zajęła Dukszty i weszła w rejon Ignalina. 9 lipca Sowieci uderzyli na stację Ignalino. W wyniku zaciętych walk, na pole bitwy musiał osobiście przybyć Gaja Dmitrijewicz Gaj. Pod Ignalino skierował oddaną do dyspozycji korpusu 164 Brygadę Strzelców i jedną z brygad 10 Dywizji Kawalerii.
W Nowych Święcianach kwaterował sztab IV Brygady Litewsko-Białoruskiej z jej dowódcą ppłk. Stefanem Pasławskim. W mieście znajdowały się też składy intendentury z dużymi zapasami żywności i amunicji. Kwaterowały tu bataliony Słuckiego i Białostockiego pułku strzelców oraz załoga pociągu pancernego „Mściciel”.
Już wieczorem 9 lipca 1920 sowiecki 60 pułk kawalerii dowodzony przez płk. Sosnowskiego wdarł się do Nowych Święcian i wywołał wiele zamieszania w oddziałach polskich. Jednak brak należytego rozpoznania i błędna ocena przeciwnika dokonana przez sztab IV Brygady Litewsko-Białoruskiej spowodowały, że miasto nie było przygotowane do obrony. Tymczasem dowódca sowieckiego 60 pułku kawalerii nocą z 9 na 10 lipca przygotował improwizowany pociąg pancerny, wyposażył go w zdobyczne działo i kilka ckm-ów i pod jego osłoną dokonał kolejnego uderzenia na Nowe Święciany. Atak kompletnie zaskoczył dowództwo polskiej brygady. Nie potrafiło ono zorganizować obrony, a jej pododdziały wycofały się w nieładzie, ponosząc przy tym wysokie straty. Około południa do miasta wkroczyły oddziały 15 Dywizji Kawalerii. W ręce Sowietów wpadło kilkuset jeńców, tabor kolejowy i niemal wszystkie zapasy nagromadzone przez polską intendenturę, których z powodu braku czasu nie zdążono ewakuować.